# The Road to Love
The Road to Love er en amerikansk stumfilm fra 1916 af Scott Sidney.

## Medvirkende
- Lenore Ulric som Hafsa.
- Colin Chase som Gordon Roberts.
- Lucille Ward som Lella Sadiya.
- Estelle Allen som Zorah.
- Gayne Whitman som Karan.